# ۳۵ (میلادی)
۳۵ (میلادی) سی و پنجمین سال تقویم میلادی است.

## رویدادها
بر اساس مکان
امپراتوری روم
- امپراتور تیبریوس، کالیگولا (معروف به گایوس) و نوه‌اش گاملوس را به عنوان وارثان مشترک معرفی می‌کند.[۱]
- پلینی بزرگ قبل از این سال به رم آورده شد.

پرشیا
- تیرداد سوم پادشاه پارت شد (تا سال ۳۶ میلادی).

## زادگان
- دسیموس والریوس آسیاتیکوس، سناتور و فرماندار رومی

- گایوس نیمفیدیوس سابینوس، بخشدار رومی (تاریخ تقریبی)

- مارکوس فابیوس کوئینتیلیانوس، سخنور رومی (تاریخ تقریبی)

- کوئینتوس یونیوس آرولنوس روستیکس، سناتور رومی (متوفی 93 پس از میلاد)

- استاتیلیا مسالینا، ملکه روم و همسر نرون (تاریخ تقریبی)

## درگذشتگان
- ارشک اول (یا آرشاک اول)، پادشاه تحت الحمایه روم در ارمنستان

- اپاتیکوس، شاهزاده بریتانیایی کاتوولاونی (تاریخ تقریبی)

- گایوس پوپائوس سابینوس، سیاستمدار و کنسول رومی

- لوسیوس فولکینیوس تریو، سناتور و کنسول رومی

- فرهاد، شاهزاده اشکانی و پسر فرهاد چهارم